# ジョシュア・オジック
ジョシュア・オジック（Joshua Odjick）は、ケベック州キティガンジビ出身のカナダの俳優。 彼は2021年の映画『Wildhood』でのパスメイ役の演技で知られており、これにより彼は2022年の第10回カナディアン・スクリーン・アワードで助演男優賞を受賞した。 また、バンクーバー映画評論家協会賞で、2021年のカナダ映画助演男優賞を受賞した。
キティガン・ジビ・アニシナベグ族の一員であり、ケベック州ガティノーのエリテージ・カレッジに通っていた。
『Wildhood』のほかに、彼は『Bootlegger』、『Bones of Crows』といった映画、およびテレビシリーズ『Coroner』、『Unsettled』、『Little Bird』、『The Swarm』に出演している。